# Юкачи (приток Шии)
Юкачи — река в России, протекает по Мамадышскому району Республики Татарстан. Левый приток
Шия, бассейн Камы.

## География
Река Юкачи начинается выше деревни Чупаево. Течёт на восток, на правок берегу деревня Сарбаш, ниже на двух берегах село Пойкино. В Пойкино Юкачи принимает левый приток Баш-Лая, поворачивает на юго-восток и уходит в овраг. Ниже оврага на правом берегу населённый пункт Нижний Шандер, на двух — Зюри, на правом — Уткино. Юкачи впадает в Шию в 22 км от устья последней, чуть ниже села Вахитово. Длина реки составляет 24 км.

## Данные водного реестра
По данным государственного водного реестра России относится к Камскому бассейновому округу, водохозяйственный участок реки — Вятка от города Вятские Поляны и до устья, речной подбассейн реки — Вятка. Речной бассейн реки — Кама.
Код объекта в государственном водном реестре — 10010300612111100040714.